# Joe Abercrombie
Pour les articles homonymes, voir Abercrombie.
Œuvres principales
- Trilogie La Première Loi
- Trilogie La Mer éclatée

Joe Abercrombie, né le 31 décembre 1974 à Lancaster en Angleterre, est un écrivain anglais de fantasy. Il est l'auteur de la trilogie La Première Loi et créateur du monde associé.

## Biographie
Joseph Edward Abercrombie fait ses études secondaires à la Lancaster Royal Grammar School avant d'étudier la psychologie à l'université de Manchester. Pendant sa jeunesse, il pratique le jeu de rôle sur table et lit de nombreux romans de fantasy avant de se lasser du genre en raison de son côté prévisible. À l'université, il tente d'écrire un premier récit ayant pour personnage principal Logen Neuf-Doigts mais abandonne au bout de quelques chapitres.
Il part ensuite pour Londres et trouve du travail dans une société de postproduction télévisuelle avant de commencer une carrière de monteur indépendant deux ans plus tard. Il travaille essentiellement pour la télévision, réalisant des montages de vidéos de concerts, de festivals, de cérémonies de récompenses musicales et de documentaires.
À la fin des années 1990, la lecture du premier tome du Trône de fer de George R. R. Martin le réconcilie avec la fantasy, lui prouvant qu'il est possible « de faire quelque chose d'osé, d'imprévisible, de courageux et de centré sur des personnages tout en écrivant toujours dans le noyau commercial du genre ».
Son travail de monteur lui laissant beaucoup de temps libre, il se lance en 2001 dans l'écriture d'une trilogie « de fantasy épique mais en se concentrant davantage sur des personnages vifs et sur l'action, avec beaucoup de rebondissements, une prose à la modernité dépouillée et par-dessus tout de l'humour ». Le premier volume achevé en 2004, The Blade Itself, est rejeté par plusieurs agents avant d'être accepté par la maison d'édition Gollancz, qui le publie en 2006 ; les deux autres tomes sont publiés les deux années suivantes. Cette trilogie intitulée La Première Loi (The First Law) est écrite en réaction à la fantasy traditionnelle et se caractérise par son aspect très sombre et l'emploi d'antihéros comme personnages principaux.
Continuant à écrire dans le même univers, Abercrombie publie en 2009 Servir froid (Best Served Cold). Ce roman sur le thème de la vengeance d'une mercenaire laissée pour morte par son employeur lui est inspiré par le film À bout portant (1964) de Don Siegel et a été comparé à Kill Bill : Volume 1 (2003) et Volume 2 (2004), un diptyque de Quentin Tarantino. 
En 2011, il publie Les Héros (The Heroes), récit d'une bataille sur trois jours et à travers les points de vues de six personnages principaux, trois dans chaque camp. L'auteur considère ce roman comme son œuvre la plus techniquement accomplie avec ses différents intrigues et personnages entremêlés dans un laps de temps très court. Preuve de sa notoriété grandissante, Les Héros se classe à la 3e place des meilleures ventes hebdomadaires de romans au Royaume-Uni. 
Il signe alors un contrat avec Gollancz pour quatre nouveaux romans, toujours situés dans le même univers. Le premier, Pays rouge (Red Country), sort en 2012. Tirant son inspiration du western spaghetti, il voit le retour au premier plan de l'un des personnages principaux de La Première Loi. Il se classe 2e des ventes hebdomadaires au Royaume-Uni et entre aux États-Unis à la 27e place de la New York Times Best Seller list.
Abercrombie est ensuite approché par HarperCollins afin d'écrire pour un public plus jeune et y voit l'occasion de créer un monde différent et de raconter une histoire avec moins de violence et de sexe tout en conservant les marques de fabrique qui ont fait son succès. Il écrit donc la trilogie de La Mer éclatée (Shattered Sea, 2014-2015), un monde inspiré par la culture des Vikings et dont les trois volumes présentent la particularité d'avoir chacun des personnages principaux différents. 
En 2015, ses ouvrages sont désormais publiés dans plus de vingt langues. Il revient à l'univers de La Première Loi en 2016 par l'intermédiaire d'un recueil de nouvelles, intitulé Double Tranchant (Sharp Ends), constitué de treize récits s'y déroulant.
Son projet suivant est une nouvelle trilogie se situant dans le monde de La Première Loi, environ trente ans après les événements de celle-ci et alors que l'Union, aux débuts de sa révolution industrielle, est déchirée par la guerre civile. Certains des personnages de ses romans précédents y font une réapparition à l'arrière-plan. Le premier tome, Un soupçon de haine (A Little Hatred), est publié en septembre 2019 et les deux autres en 2020 et 2021.
Abercrombie vit avec sa femme Lou à Bath, dans le Somerset Ils ont trois enfants : Grace, Eve et Teddy.

## Œuvre

### Caractéristiques
Joe Abercrombie est considéré comme l'un des principaux représentants du courant gritty ou grimdark, sous-genre dérivé de la dark fantasy, aux côtés d'auteurs tels que George R. R. Martin, Steven Erikson, Mark Lawrence, Scott Lynch et Richard K. Morgan. Ce courant se caractérise par des univers où la violence et les intrigues politiques sont omniprésentes, une atmosphère très sombre, un contenu assez cru au niveau du sexe et du langage, et des personnages principaux ambivalents, souvent des antihéros,,. Il décrit ses œuvres de fantasy comme ayant « l'âpreté, la cruauté et l'humour de la vie réelle, où le bien et le mal dépendent de la position que vous avez, comme dans le monde réel ».
Il aborde de façon récurrente les thèmes de la nature de l'héroïsme, la frontière fluctuante entre les héros et les méchants, et la nature destructrice de la violence et corruptrice du pouvoir. Ses récits sont parsemés d'un humour décrit comme « grinçant et caustique », alors que la caractérisation des personnages, souvent multidimensionnels et capables du meilleur comme du pire, et la fluidité des dialogues sont généralement considérés comme ses principales forces. Il se concentre beaucoup plus sur la construction des personnages que sur celle du monde mais essaie néanmoins de mettre l'accent sur l'économie et le progrès technologique car il estime que ce sont des aspects souvent négligés dans la fantasy. Comparant la création d'un monde imaginaire avec celle des décors au cinéma, il considère que ceux-ci ne doivent pas être plus importants que le scénario ou les personnages. Au sujet de ses habitudes d'écriture, il affirme que « les dialogues sont définitivement une des choses qui me viennent le plus facilement et le plus rapidement [...] Je commence habituellement par construire une scène autour du dialogue, les pensées et les sentiments du personnage dont j'utilise le point de vue [...] et je remplis ensuite plus tard les éléments descriptifs [...] ce qui est un processus beaucoup plus laborieux ».

### Influences
Dans le domaine de la fantasy, il cite comme ses quatre œuvres favorites Le Seigneur des anneaux de J.R.R. Tolkien, le Cycle de Terremer d'Ursula K. Le Guin, Les Livres de Corum de Michael Moorcock et Le Trône de fer de George R. R. Martin.
En dehors de ce genre, il considère comme ses principales influences Charles Dickens, « pour les personnages et les dialogues à la fois merveilleux et bizarres », Alexandre Soljenitsyne, « pour comprendre comment les gens se comportent vraiment sous la pression », James Ellroy, « pour les chocs et les surprises à la fois dans l'intrigue et les personnages », Philip Larkin, « pour son intrépidité, sa concision et son cynisme cinglant » et Shelby Foote pour son ouvrage consacré à la guerre de Sécession. Il trouve également beaucoup d'inspiration « dans les films et la télévision, tout depuis l'anime japonais jusqu'aux westerns, aux films noirs et aux histoires de flics » en raison de son passé de monteur.

## Œuvres

### Univers deLa Première Loi

#### SérieLa Première Loi
1. L'Éloquence de l'épée, J'ai lu, 2007 ((en) The Blade Itself, 2006), trad. Brigitte Mariot  (ISBN 978-2-290-00414-2)Réédité sous le titre Premier Sang, Pygmalion, 2010 (ISBN 978-2-7564-0294-9)
2. Déraison et Sentiments, Pygmalion, 2010 ((en) Before They Are Hanged, 2007), trad. Juliette Parichet  (ISBN 978-2-35294-797-4)
3. Dernière Querelle, Pygmalion, 2011 ((en) Last Argument of Kings, 2008), trad. Juliette Parichet  (ISBN 978-2-35294-871-1)

#### SérieL'Âge de la folie
1. Un soupçon de haine, Bragelonne, 2020 ((en) A Little Hatred, 2019), trad. Jean Claude Mallé  (ISBN 979-10-281-1834-1)
2. Le Problème avec la paix, Bragelonne, 2022 ((en) The Trouble with Peace, 2020), trad. Jean Claude Mallé  (ISBN 979-10-281-1220-2)
3. La Sagesse des foules, Bragelonne, 2023 ((en) The Wisdom of Crowds, 2021), trad. Jean Claude Mallé  (ISBN 979-10-281-17382)

#### Romans indépendants
- Servir froid, Bragelonne, 2013 ((en) Best Served Cold, 2009), trad. Juliette Parichet  (ISBN 978-2-35294-637-3)
- Les Héros, Bragelonne, 2013 ((en) The Heroes, 2011), trad. Juliette Parichet  (ISBN 978-2-35294-682-3)
- Pays rouge, Bragelonne, 2014 ((en) Red Country, 2012), trad. Juliette Parichet  (ISBN 978-2-35294-734-9)

#### Recueils de nouvelles
- Double Tranchant, Bragelonne, 2017 ((en) Sharp Ends, 2016), trad. Juliette Parichet  (ISBN 979-10-281-0251-7)

### Univers deLa Mer éclatée

#### SérieLa Mer éclatée
1. La Moitié d'un roi, Bragelonne, 2014 ((en) Half a King, 2014), trad. Juliette Parichet  (ISBN 978-2-35294-797-4)
2. La Moitié d'un monde, Bragelonne, 2015 ((en) Half the World, 2015), trad. Juliette Parichet  (ISBN 978-2-35294-871-1)
3. La Moitié d'une guerre, Bragelonne, 2016 ((en) Half a War, 2015), trad. Juliette Parichet  (ISBN 978-2-35294-922-0)

- La Mer éclatée -  L'Intégrale, Bragelonne, 2017 ((en) ), trad. Juliette Parichet  (ISBN 979-10-281-0436-8)

#### Nouvelles
- Une mission foireuse, 2017 ((en) The Fool Jobs, 2010)Parue dans l'anthologie Swords & Dark Magic
- L'Enfer, 2017 ((en) Hell, 2010)Parue en bonus dans une édition collector de Best Served Cold
- Hier, près d'un village nommé Barden, 2017 ((en) Yesterday, Near A Village Called Barden, 2011)Parue en bonus dans une édition collector de The Heroes
- Liberté, 2017 ((en) Freedom!, 2012)Parue en bonus dans une édition collector de Red Country
- Quitter la ville, 2017 ((en) Skipping Town, 2013)Parue dans l'anthologie Legends: Stories in Honour of David Gemmell
- Desperada, 2016 ((en) Some Desperado, 2013)Parue dans l'anthologie Dangerous Women aux éditions J'ai lu. Fait partie du recueil Double Tranchant sous le titre Sacrée Hors-la-loi
- Les temps sont rudes pour tout le monde, 2017 ((en) Tough Times All Over, 2014)Parue dans l'anthologie Vauriens aux éditions Pygmalion en 2018

### SérieLes Diables
1. Les Diables, Bragelonne, 2025 ((en) The Devils, 2025), trad. Jean Claude Mallé, 720 p.  (ISBN 979-10-281-2428-1)

## Distinctions
Sauf mention contraire, cette liste provient d'informations de la Science-Fiction Awards Database du magazine Locus. Les années mentionnées sont celles de la remise des prix.

### Récompenses
- 2015 : prix Locus du meilleur roman pour jeunes adultes pour La Moitié d'un roi
- 2015 : prix Locus de la meilleure nouvelle longue pour Les temps sont rudes pour tout le monde

### Nominations
- 2008 : prix Astounding du meilleur nouvel écrivain
- 2009 : prix David-Gemmell du meilleur roman pour Dernière Querelle
- 2010 : prix British Fantasy du meilleur roman de fantasy pour Servir froid
- 2010 : prix David-Gemmell du meilleur roman pour Servir froid
- 2011 : prix Locus de la meilleure nouvelle longue pour Une mission foireuse
- 2012 : prix British Fantasy du meilleur roman de fantasy pour Les Héros
- 2012 : prix David-Gemmell du meilleur roman pour Les Héros
- 2013 : prix British Fantasy du meilleur roman de fantasy pour Pays rouge
- 2013 : prix David-Gemmell du meilleur roman pour Pays rouge
- 2014 : prix Locus de la meilleure nouvelle courte pour Sacrée Hors-la-loi
- 2015 : prix David-Gemmell du meilleur roman pour La Moitié d'un roi
- 2016 : prix Locus du meilleur roman pour jeunes adultes pour La Moitié d'un monde et La Moitié d'une guerre
- 2016 : prix British Fantasy du meilleur roman de fantasy pour La Moitié d'une guerre
- 2017 : prix World Fantasy du meilleur recueil de nouvelles pour Double Tranchant
- 2017 : prix British Fantasy du meilleur recueil de nouvelles pour Double Tranchant
- 2017 : prix Locus du meilleur recueil de nouvelles pour Double Tranchant